# Archips georgiana
Archips georgiana es una especie de polilla del género Archips, tribu Archipini, familia Tortricidae. Fue descrita científicamente por Walker en 1863.

## Descripción
La envergadura es de 15-22 milímetros.

## Distribución
Se distribuye por Estados Unidos.